# Bertrand W. Gearhart
Bertrand Wesley Gearhart (ur. 31 maja 1890 we Fresno, zm. 11 października 1955 w San Francisco) – amerykański polityk, członek Partii Republikańskiej.

## Działalność polityczna
Od 3 stycznia 1935 do 3 stycznia 1949 przez siedem kadencji był przedstawicielem 9. okręgu wyborczego w stanie Kalifornia w Izbie Reprezentantów Stanów Zjednoczonych.